# Atractus favae
Atractus favae là một loài rắn trong họ Colubridae. Loài này được Filippi mô tả khoa học đầu tiên năm 1840.